# 開羅章克申 (伊利諾伊州)
開羅章克申（英語：Cairo Junction）是位於美國伊利諾伊州亞歷山大縣的一個非建制地區。該地的面積和人口皆未知。

## 地理
開羅章克申的座標為37°02′27″N 89°11′30″W / 37.04083°N 89.19167°W，而該地的平均海拔高度為93米（即305英尺）。